# رجل ذئبيات
الرجل ذئبيات أو اللكوبوريات أو الليكوبوديات  أو أرجل الذئب (الاسم العلمي: Lycopodiales) هي رتبة من النباتات تتبع طائفة أرجل الذئبيات من قسم النباتات الوعائية.

## فصائل
هي رتبة نباتية أحادية الفصيلة تضم فصيلة:
- الرجل ذئبية[12][13][14]
  - رجل الذئب